# Campionato mondiale militare di scherma 1991
Il Campionato mondiale militare di scherma del 1991 ("1991 World Military Fencing Championships") è stato organizzato dalla Federazione internazionale della scherma e si è svolto a Budapest in Ungheria dal 4 al 11 novembre.
Nel fioretto, si sono aggiudicati i titoli di campione e campionessa mondiale militare il russo Dimitri Chevtchenko, e la connazionale Bella Zilinachvili.
Nella spada hanno trionfato il russo Valerij Zacharevič  tra gli uomini, e l'elvetica Isabelle Kellerhals tra le donne.
Nella sciabola successo del tedesco Michael Huchwajda.
Nel campionato mondiale militare a squadre maschili, la nazionale russa ha vinto nel fioretto, sempre la nazionale russa nella spada, ed infine la nazionale tedesca nella sciabola.
Nel campionato mondiale militare a squadre femminili, la nazionale russa ha vinto nel fioretto, la Svizzera si è imposta nella spada.

## Podi

### Uomini
| Specialità  | Oro                          | Argento | Bronzo |
| Individuali |                              |         |        |
| Fioretto    | Dimitri Chevtchenko          | -       | -      |
| Spada       | Valerij Zacharevič           | -       | -      |
| Sciabola    | Michael Huchwajda            | -       | -      |
| A squadre   |                              |         |        |
| Fioretto    | Russia Dimitri Chevtchenko - | -       | -      |
| Spada       | Russia Valerij Zacharevič -  | -       | -      |
| Sciabola    | Germania Michael Huchwajda - | -       | -      |

### Donne
| Specialità  | Oro                            | Argento | Bronzo |
| Individuali |                                |         |        |
| Fioretto    | Bella Zilinachvili             | -       | -      |
| Spada       | Isabelle Kellerhals            | -       | -      |
| A squadre   |                                |         |        |
| Fioretto    | Russia Bella Zilinachvili -    | -       | -      |
| Spada       | Svizzera Isabelle Kellerhals - | -       | -      |